# Ectemnonotum feralis
Ectemnonotum feralis är en insektsart som först beskrevs av Butler 1874.  Ectemnonotum feralis ingår i släktet Ectemnonotum och familjen spottstritar. Inga underarter finns listade i Catalogue of Life.